# Корбин Бернсен
Корбин Дин Бернсен (енгл. Corbin Dean Bernsen; Северни Холивуд, Калифорнија, 7. септембар 1954), амерички је позоришни, филмски и ТВ глумац.